# تدريس اللغة الدوجمائية
إن لغة الدوجمى التدريسية تعتبر الاثنين منهجية وحركة. إن الدوجمى هو نهج تواصلى للغة تدريسية تشجع على التدريس بدون كتب منشورة وتركز بدلا من ذلك على التواصل الحوارى بين الطلاب والمدرس. إن الأمر له جذوره في مقال لمؤلف تعليم اللغة، سكوت ثورنبيري. إن نهج الدوجمى يشار إليه أيضا ب «دوجمى ELT»، والذي يعكس أصوله في قطاع ال ELT (تدريس اللغة الإنجليزية – English Language Teaching). على الرغم من أن لغة التدريس الدوجمائية حصل على اسمها من تشابه جزئى مع حركة الفيلم Dogme 95 (بدأن بواسطة لارس فون تراير)، إلان أن الارتباط لا يعتبر قريب.

## المبادئ الرئيسية
الدوجمى لديه عشرة مبادئ رئيسية.
1. التفاعل : أكثر طريق مباشر للتعلم هو إيجاد طريق للتفاعل بين المعلمين والطلاب وبين الطلاب نفسهم.
2. المشاركة : يكون الطاب أكثر مشاركة بالمحتوى الذين يصنعونه بنفسهم.
3. عمليات الحوار: التعلم هو عملية اجتماعية وحوارية، حيث يتم بناء المعرفة بالمشاركة.
4. الحوارات التسقيلية: يأخذ التعلم مجراه بين المحادثات، حيث يبنى الطالب والمعلم المعرفة والمهارات بالمشاركة.
5. النشوء: تنشأ اللغة والقواعد النحوية من عملية التعلم. هذا يُرى على أنه اختلاف من 'امتلاك اللغة'.
6. الإتاحة : دور المعلم هو جعل إتاحة اللغة من أفضل ما يمكن عن طريق توجيه الاهتمام للغة الناشئة.
7. الصوت : يتم إعطاء أهمية لصوت المتعلم بجانب قناعاته ومعرفته.
8. التمكين : يتم تمكين الطلاب والمعلمين عن طريق تحرير حجرة الدراسة من المواد المنشورة والكتب المدرسية.
9. الصلة : المحتوى (مثال: النصوص، الصوتيات والفيديوهات) يجب أن تكون ذات صلة بالمتعلمين.
10. الاستخدام النقدي : يجب أن يستخدم المعلمون والطلاب المواد المنشورة والكتب المدرسية استخدام نقدى يعترف بميولهم الثقافية والأيدولوجية.

## الضوابط الرئيسية
هناك ثلاثة مبادئ تنبثق من المبادئ العشرة الرئيسية.

### التدريس الذي يحركه المحادثة
تُرى المحادثة على أنها مركزية لتعلم اللغة ضمن إطار الدوجمى، لأنها "الشكل الأساسي والعالمي للغة ويتم اعتبارها "اللغة في العمل". لأن محادثات الحياة الحقيقية تعتمد أكثر على التفاعل أكثر من التبادل، تضع الدوجمى قيمة أكبر على التواصل الذي يشجع التفاعل الاجتماعى. تضع الدوجمى أيضا اهتمام أكثر بنهج مستوى الخطاب (بدلاً من مستوى الجملة) لللغة، حيث يتم اعتباره لتجهيز المتعلمين بشكل أفضل للتواصل على أرض الواقع، حيث تكون المحادثة كلها أكثر قربا من كونها تحليل لكلام معين. تعتبر الدوجمى أن تعلم مهارة هي عملية تشاركية ضمن التفاعل بين المتعلم والمعلم. بهذا المعنى التعليم هو محادثة بين طرفين. على هذا النحو، تُرى الدوجمى كانعكاس لرؤية Tharp بأن "لكى تدرس بحق، يجب أن تتحاور. كى تتحاور بحق هو أن تدرس".

### منهج المواد الخفيفة
يعتبر نهج الدوجمى بأن المواد التي ينتجها الطالب هي أفضل من المواد المنشورة والكتب المدرسية، إلى حد دعوة المعلمين لأخذ «عهد العفة» وعدم استخدام الكتب المدرسية. تم نقد تدريس الدوجمى من قبل على أنه لا يعرض الفرصة للمعلمين لاستخدام مجموعة كاملة من المواد والموارد. على أي حال هناك جدال وصل إلى حد اعتبار الدوجمى ضد الكتب المدرسية وضد التكنولوجيا. ركز ميدينجز و  ثورنبيري نقدهم على ف الكتب المدرسية على ميولها للتركيز على النحو أكثر من الكفاءة التواصلية وايضا على الميول الثقافية الموجود بكثرة في الكتب المدرسية، بالأخص تلك الموجهة نحو الأسواق العالمية. بالتأكيد، من الممكن أن تٌرى الدوجمى على أنها من علوم التربية القادرة على مخاطبة عدم توفر المواد أو القدرة على تحمل تكاليفها في أجزاء كثيرة من العالم. مؤيدى نهج الدوجمى يجادلون بأنهم ليسوا ضد المواد أكثر من كونهم مواليين للتعلم، ولهذا ينحازون إلى أشكال أخرى من التعليم المتمحور حول المتعلم وعلوم التربية النقادة.

### لغة ناشئة
تعتبر الدوجمى تعلم اللغة عملية تنشأ منها اللغة أكثر من كونها شئ يتم الحصول عليه. تشارك الدوجمى هذا الاعتقاد مع مناهج أخرى لتعليم اللغة، مثل التعلم القائم على المهام. تنشأ اللغة بطريقتين. أولا نشاطات قاعة الدراسة التي تؤدى إلى تواصل تعاونى بين الطلاب. ثانيا، يُنتج الطلاب لغة لما يتعلموها بالضرورة. دور المعلم، في جزء، هو تسهيل نشأة اللغة. على أي حال، لا يرى الدوجمى دور المعلم أكثر من كونه صانع للظروف المناسبة لنشأة اللغة. يجب أيضا أن يشجع المعلم المتعلمين على المشاركة بهذه اللغة الجديدة لضمان أن التعلم يأخذ مجراه. يستطيع أن يفعل المعلم هذا بطرق مختلفة، تتضمن المكافأة، التكرا والمراجعة. فتنشأ اللغة بدلا من أن تُكتسب، لا يوجد حاجة لمتابعة منهج دراسى تم وضعه خارجيا. بالتأكيد، يتم تغطية (أو 'الكشف عن') محتوى المنهج الدراسى خلال العملية التعلمية.

## الأسس التربوية
الدوجمى لها جذور في تدريس اللغة التواصلية (في الحقيقة ترى الدوجمى نفسها على أنها محاولة لإعادة الجانب التواصلى لنهج التواصل). وتمت ملاحظة دوجمى لملائمتها للتدريس الانعكاسى ولنيتها ل «منح صفة إنسانية للفصول الدراسية من خلال تربوية جذرية للحوار». وتختلف فقط مع التعلم القائم على المهام في الإسلوب أكثر منه في الفلسفة  ولا تختلف إلا مع التعلم القائم على المهام من حيث المنهجية بدلاً من الفلسفة. إن الدليل البحثى للدوجمى محدود ولكن يجادل ثورنبيري أن التشابهات مع التعليم القائم على المهام تقترح بأن من المرجح أن يؤدى دوجمى لنفس النتائج. مثال على ذلك هو الموجودات مثل أن المتعلمين يميلون للتواصل، إنتاج لغة وبناء معرفتهم بالتشارك عندما يشتركوا في مهمات تعاونية.

## كعلم تربية نقدي
على الرغم من أن ثورنبيري قد لاحظ بأن الدوجمى لا تبحث في الأصل عن تغيير اجتماعى وبالتالى لا توفى عامة المعايير الموضوعة لعلم التربية النقدى، إلا أن الدوجمى يمكن أن تُرى على أنها نقدية من ناحية النهج الغير مؤسسى لتدريس اللغة.

## التكنولوجيا والويب 2.0
على الرغم من أنه يتم رؤية تعليم الدوجمى على أنه ضد التكنولوجيا،  فإن ثورنبيري يصر على أنه لا يرى الدوجمى على أنها معادية التكنولوجيا بتلك الصورة،  بدلا من ذلك فإن النهج هو الحاسم في استخدام التكنولوجيا التي لا تمكن التعليم الذي يتمركز حول المتعلم ويستند إلى التواصل الحقيقى. بالتأكيد يتم اعتبار المحاولات الحديثة المتزايدة لرسم خريطة مبادئ دوجمى بأدوات الويب 2.0 (تحت مصطلح «دوجمى 2.0») كدليل على كون دوجمى في حالة تحول وبالتى كونها متوافقة مع التكنولوجيا الجديدة. على أي حال، على الرغم من أنه لا يوجد إجماع واضح من من معلمى الدوجمى في هذه المسألة (انظر المناقشات على ELT Dogme Yahoo Group)، يوجد رؤية مهيمنة بأن قاعة الدراسة ستكون أنسب لمحاولات تبديل الوجود الجسدى بالتواصل عبر التكنولوجيا الرقمية.